# Gobierno de Vietnam Libre
El Gobierno Provisional de Vietnam Libre  o Gobierno de Vietnam Libre (GPVL) (en Vietnamita:Ching Phu Lâm Thoi Việt Nam Tu Do), también conocido como la República Federal de Vietnam, es un gobierno anticomunista en el exilio mediante una organización con sede en Garden Grove, California y Missouri, Texas, en Estados Unidos.

## Historia
El Gobierno de Vietnam libre es una organización política anticomunista que se estableció el 30 de abril de 1995 por su fundador Nguyen Hoang Dan. Es un actual gobierno en el exilio, llamado Gobierno Provisional de Vietnam Libre tiene relaciones con el gobierno de los Estados Unidos y 27 países en el Consejo Europeo por el primer ministro Minh Dao Quan.

## Organización
Objetivos Políticos
Los objetivos políticos de la organización son los siguientes:
- Desmantelar el gobierno comunista de la República Socialista de Vietnam por un enfoque pacífico, práctico y persistente.
- Establecer un gobierno elegido libre y justo de Vietnam.
- Establecer un sistema económico de mercado libre.
- Prohibir todas las formas de provocación.[2]
- Establecer la República Federal de Vietnam de 2018.

Economía
El GPVL tiene un presupuesto aparente de alrededor de 1 millón de dólares estadounidenses al año, supuestamente donados por empresarios vietnamitas en todo el mundo.[cita requerida]

## Base en Camboya
KC-702 fue una base militar que fue operada por el Gobierno Provisional de Vietnam Libre, probablemente ubicada en Camboya, cerca de la frontera con Vietnam. Se cree que esto se usó una vez para ayudar a planificar el atentado fallido de la embajada vietnamita en Laos. Se desconoce el estado actual del campamento. Sin embargo, en 1999 varios miembros del grupo fueron capturados en Camboya con armas, deportados a Vietnam y acusados.